# Orpiszew (gromada)
Orpiszew – dawna gromada, czyli najmniejsza jednostka podziału terytorialnego Polskiej Rzeczypospolitej Ludowej w latach 1954–1972.
Gromady, z gromadzkimi radami narodowymi (GRN) jako organami władzy najniższego stopnia na wsi, funkcjonowały od reformy reorganizującej administrację wiejską przeprowadzonej jesienią 1954 do momentu ich zniesienia z dniem 1 stycznia 1973, tym samym wypierając organizację gminną w latach 1954–1972.
Gromadę Orpiszew z siedzibą GRN w Orpiszewie utworzono – jako jedną z 8759 gromad na obszarze Polski – w powiecie krotoszyńskim w woj. poznańskim, na mocy uchwały nr 27/54 WRN w Poznaniu z dnia 5 października 1954. W skład jednostki weszły: a) obszary dotychczasowych gromad Baszyny, Orpiszew i Roszki, miejscowości Brzezinka, Dusznagórka, Sędziszew, Łówkowiec i Starobudy oraz obszary lasów (karty 1 i 2 obrębu Jasnopole Nr 60, karty 2, 3 i 4 obrębu Jasnopole Nr 59 oraz niektóre parcele z karty 2 obrębu Janów) z dotychczasowej gromady Jasnopole, a także karta 1 i niektóre parcele z karty 2 obrębu Janów Nr 141 z dotychczasowej gromady Świnków ze zniesionej gminy Krotoszyn; b) obszar dotychczasowej gromady Teresiny oraz parcela nr 1 z karty 1 obrębu Koryta nr 1 z dotychczasowej gromady Bugaj ze zniesionej gminy Ligota; c) niektóre parcele z karty 1 obrębu Maciejew z dotychczasowej gromady Maciejew ze zniesionej gminy Rozdrażew – w tymże powiecie. Dla gromady ustalono 19 członków gromadzkiej rady narodowej.
31 grudnia 1971 gromadę zniesiono, a jej obszar włączono do nowo utworzonej gromady Krotoszyn w tymże powiecie.